# Kodomo no omocha
Kodomo no Omocha (こどものおもちゃ, souvent abrégé en Kodocha) est un manga de genre shōjo par Miho Obana, un OAV et un anime de 102 épisodes. « Kodomo no omocha » signifie « jouet d'enfant » et est le titre d'une série télévisée à l'intérieur de l'histoire.
Le manga a obtenu le prix du manga de l'éditeur Kōdansha dans la catégorie Shōjo en 1998.

## Résumé
L'histoire commence avec Hayama Akito, bad boy, et Sana Kurata, 11 ans, en primaire et actrice, qui ne supporte plus de voir Akito faire baisser ainsi le niveau scolaire. Quand elle découvre qu'il fait en réalité du chantage aux professeurs, elle décide de se venger. Avec l'aide de Tsuyoshi, un ami d'Akito qui ne supporte plus ses mauvaises actions, elle réussit à prendre une photo de lui le pantalon baissé, et commence à lui faire du chantage. Elle décide de suivre Akito jusque chez lui et découvre alors plus de choses qu'elle n'en voulait. Elle voit Akito se faire jeter dehors par sa sœur, qui le traite au même moment de monstre et d'assassin. On découvre, plus tard, que sa mère est morte en accouchant, et c'est la raison pour laquelle les membres de sa famille le haïssent autant.

## Personnages
Kurata Sana
Voix japonaise : Shizue Oda
Sana est une enfant-star de 11 ans au début de la série. Exubérante, gaie, elle vient de rentrer en CM2. Sa classe est très spéciale, parce qu'un garçon nommé Akito Hayama y cause le chaos. Sana, à bout, décide de réagir. Elle a l'intention de l'arrêter et de rapporter la paix à son monde, bouleversé par son travail d'actrice et par sa vie d'écolière. Cependant, elle découvre qu'Akito est bien plus fragile qu'il ne le laisse penser, et prise de compassion, cette dernière le suit jusque chez lui et découvre un Akito détesté et haï par sa famille. Touché par la situation d'Akito, elle va décider de l'aider à renouer les liens avec sa famille…
Sana a commencé sa carrière d'actrice à la Troupe de Théâtre Komawari et elle joue maintenant dans un programme de variétés populaire appelé Kodocha, et réalise des publicités pour la télévision. Durant la série, sa carrière fleurit et elle signe de gros contrats pour des dramas TV, ainsi qu'un long métrage parmi d'autres projets. Mais Sana soit aussi composer avec le monde du showbiz, comme les partenaires compétitifs, des supporteurs enragés, les paparazzi ardent, des rumeurs fausses dans des tabloïds, les managers de talent qui veulent à tout prix se l'approprier.
Durant la série, on apprend que Sana est en fait une enfant abandonnée sur un banc, que Misako, sa mère actuelle, a trouvé. Elle rencontrera plus tard sa vraie mère, mais refusera catégoriquement de vivre avec elle. Son père biologique est mort d'une crise cardiaque après qu'elle l'ai rencontré (il jouait le père de Sana dans une série).
À sa rentrée au collège, Sana va rencontrer Fuka Matsui, qui deviendra par la suite sa meilleure amie. Fuka est une ancienne connaissance d'Akito, ce dernier lui ayant volé son premier baiser pour de l'argent en maternelle. Voyant que ses sentiments ne touchent pas Sana, Akito va sortir avec Fuka, ce qui va complètement bouleverser notre héroïne. Fuyant sa vie d'écolière, elle se réfugie dans le monde du spectacle et ne va plus en cours. Elle trouve le réconfort auprès de Naozumi Kamura, une célébrité de son âge, qui est amoureux d'elle. Voyant que les sentiments de Sana vont toujours vers Akito, il rompra avec elle, tandis que Fuka se sépare à son tour d'Akito sous la pression de ses parents. Au prix de multiples quiproquos, disputes et péripéties, Sana et Akito vont enfin se retrouver ensemble à la fin de la série.
Hayama Akito
Voix japonaise : Tatsuya Nakazaki
Akito est le fauteur de troubles de la classe de Sana. Très silencieux, il est très fort et pratique le karaté. Il est connu comme ayant obtenu le premier baiser de Sana, le garçon qu'elle aime, son pire ennemi, son « fils » et son meilleur ami. Au début de l'histoire, on découvre qu'il a le vertige et qu'il est assez pervers.
Sa mère est morte en lui donnant vie, ce qui provoque un rejet de la part de sa famille envers lui. Sa sœur s'énerve souvent contre lui et le traite de démon. Pour couronner le tout, il n'établit aucune relation directe avec son père, qui est très pris par son travail. Finalement, il n'est jamais à la maison, et puisque sa sœur refuse de lui faire à manger, il mange comme il peut tous les soirs, ce qui l'amène à se rebeller à l'école, et être un délinquant.
Généralement irrespectueux envers les adultes qu'il rencontre, il s'adresse à la mère adoptive de Sana avec beaucoup d'humilité. Malgré ses mauvaises actions, Akito est modeste et ses notes sont excellentes. Sana réussit à redonner à la classe une atmosphère paisible en lui faisant du chantage. Elle lui rendra peu après la photo de lui, pantalon baissé, en lui disant qu'elle a décidé de lui faire confiance. Akito regrette en effet ses précédentes actions, et grâce à l'amitié et à la confiance que Sana lui offre, il commence à lui ouvrir son cœur, et tente de développer ses relations avec sa famille.
Très mature (avec néanmoins un côté kawaii), il a dû grandir plus rapidement que les autres à cause de sa précédente situation familiale. (Il a un corps d'enfant mais un regard d'adulte). Il sourit très rarement et personne ne l'a jamais vraiment vu rire à pleine voix. Capable de cruauté, il respecte cependant son propre code de l'honneur : en effet, même l'enseignant qu'il terrorise admettra qu'Akito ne ment jamais. Très asocial, il n'aime pas faire semblant d'être amical avec ceux qu'il n'aime pas.
« Je déteste pas ». C'est ainsi qu'Akito exprime quelque chose qu'il aime, expression qu'il réserve à ses sushis, aux dinosaures, au ski, et à Sana. Au fur et à mesure de la série, il tombe amoureux d'elle, bien que ses sentiments ne l'atteignent pas.
C'est Sana qui le pousse à faire du karaté. En effet, en voyant la dévotion de cette dernière pour son métier d'actrice, il décide à son tour de se consacrer pleinement à une activité. Dans le manga, à la fin de la série, Akito est poignardé au bras, et se retrouve alors incapable de le bouger. Il déménage alors en Amérique, à Los Angeles à cause du travail de son père, ce qui bouleverse atrocement Sana. Quand il retourne au Japon 2 ans plus tard, il est devenu champion junior de karaté, et parle anglais couramment.
Naozumi Kamura
Voix japonaise : Omi Minami
Naozumi est également un enfant-star, et, comme Akito, prétendant au poste de « petit ami de Sana ». Naozumi et Sana se connaissent depuis qu'ils sont tout petits : ils ont tous les deux passé du temps à l'orphelinat Kamura. Dans le manga, alors que Sana est gravement malade, c'est lui qui s'occupe d'elle et l'aide à récupérer (Sana pense cependant qu'elle était soignée par une fille aux cheveux longs).
À la fin de la série, voyant que les sentiments de Sana ne sont destinés qu'à Akito, il prend la douloureuse décision de faire une croix sur les siens et de rester le meilleur ami de cette dernière. Dans le dernier tome, Naozumi quitte le Japon afin de tourner un autre film à l'étranger, ce qui provoque une grande avancée dans sa carrière.
Dans l'anime, Naozumi peut être considéré comme le personnage principal quand il se rend avec Sana à New York afin de jouer dans une comédie musicale à Broadway. Durant ce voyage, Naozumi rencontre enfin ses vrais parents. Le traumatisme des événements qu'il y vivra permettra à Sana et à lui de resserrer davantage leur lien.
Il a tendance à jouer de la trompette pour exprimer sa colère ou sa tristesse.
Fuka Matsui
Voix japonaise : Harumi Ikoma
Fuka n'apparaît pas dans les premiers tomes, mais est introduite plus tard dans la série, quand tout le monde rentre au collège. Elle déménage d'Osaka pour Tokyo, et rencontre Sana dans les toilettes de leur collège, ce qui les fera devenir meilleures amies. Fuka et Sana ont un caractère presque identique, et beaucoup de gens disent qu'elles se ressemblent beaucoup. On apprend qu'Akito était en maternelle avec elle, et qu'il l'a embrassée à l'âge de 5 ans, à la suite d'un pari avec ses amis.
Au début, Fuka le déteste cordialement pour lui avoir volé son premier baiser, mais après l'avoir fréquenté en compagnie de Sana, elle est impressionnée par son honnêteté et par son point de vue sur les choses. Sa personnalité avec Sana étant presque la même, Tsuyoshi prétend qu'elles sont toutes les deux le type d'Akito. Elle va d'ailleurs sortir avec Akito pendant que Sana tourne un film en montagne, ce qui va complètement traumatiser cette dernière quand elle l'apprendra. Réalisant qu'elle était amoureuse d'Akito, Sana va s'enfuir à New York avec Naozumi afin de ne pas supporter la présence de Fuka et d'Akito. Après le retour de Sana au Japon, Fuka rompra avec Akito, en lui disant qu'elle n'est pas la personne dont il est amoureux.
Fuka est la seconde personne à qui Akito a dit qu'il ne la détestait pas. Bien que leur relation amoureuse n'ait pas marché, Akito et Fuka entretiennent une bonne relation amicale et se respectent. Après avoir quitté Akito, elle se remettra avec Yuta Takaishi, son ancien amour d'Osaka.
Oki Tsuyoshi
Voix japonaise : Mayumi Misawa
Tsuyoshi est le meilleur ami d'Akito au collège. Très bavard, il est aussi très intelligent. (Miho Obana, l'auteur, révèle lors d'une interview qu'il était à l'origine censé être médium). Bien que très gentil, Tsuyoshi a tendance à s'énerver très facilement et attaque tout ce qui bouge quand ça lui arrive. C'est en général Akito qui se charge de le calmer à ce moment-là. Il joue un rôle très secondaire dans le manga, bien qu'il soit amoureux de Sana au début de l'histoire. Peu après, ses parents divorcent et il est contraint de jouer le rôle de père pour sa famille, composée de sa mère et de sa petite sœur. Il a un très grand faible pour les cadeaux, ce qui le fait tomber amoureux de n'importe quelle fille qui lui en offre un (c'est d'ailleurs ainsi qu'il est tombé amoureux de Sana). Il sort à présent avec Aya.
Misako Kurata
Voix japonaise : Hana Kino
Misako est la mère adoptive de Sana. Elle est belle intelligente, et imprévisible. Elle se marie avec un bon à rien à l'âge de 18 ans et divorce à 20 ans. Après son divorce, elle réalise que paraître « normale » aux yeux des autres ne lui ressemble pas, et elle commence à porter des kimonos et à se coiffer bizarrement, ce qui la fait paraître un petit peu excentrique.
Elle trouve Sana dans un parc, abandonnée sur un banc, et l'emmène à l'orphelinat Kamura, avant de l'adopter officiellement. Quand Sana atteint l'âge de 5 ans, sa mère lui révèle qu'elle est en fait adoptée, et elles se font la promesse de retrouver les vrais parents de Sana, Misako en devenant une auteur de livres très connue, et Sana en devenant actrice, afin de se démarquer des autres enfants. Elles atteignent toutes les deux ces buts, Misako en devenant célèbre par ses nouvelles, et Sana en devenant actrice. C'est ainsi que Misako commence la rédaction de son autobiographie « Ma fille et Moi », dans lequel elle raconte la vérité à propos de sa fille et d'elle, et dans lequel elle lance un appel à l'aide afin de retrouver la mère biologique de sa fille adoptive.
Misako aime profondément Sana, elle utilise la discipline sur elle, mais la laisse aussi être très indépendante, afin d'équilibrer la balance. Si elle laisse Sana faire ce qu'elle souhaite, elle l'oblige aussi à affronter les conséquences de ses actes. En effet, quand l'heure vient pour Sana de réaliser que Rei ne faisait que jouer la comédie en sortant avec elle, Misako ne laisse rien en suspens, tout en sachant que sa fille ne s'en retrouvera que plus blessée et humiliée. Misako apprécie beaucoup Akito, en effet, en apprenant que ce dernier a embrassé sa fille, elle le convoque chez elle et lui dit, au désarroi de Rei, de « Recommencer autant que possible, car c'est amusant ».
Bien que Misako soit une femme sage, elle a un côté assez maladroit et fait souvent des gaffes. Elle aime beaucoup torturer psychologiquement les gens, notamment Onda, son rédacteur. Son caractère est assez proche de celui de Shigure dans Fruits Basket. Misako fait beaucoup d'apparitions dans l'anime, son caractère rendant l'animation comique.
Elle possède un écureuil, Maro-chan, qui vit sur sa tête.
Rei Sagami
Voix japonaise : Ryo Naito
Rei est le manager de Sana. Après avoir été largué par sa copine, renvoyé de son lycée, et supporté la mort de ses parents, il se retrouve à la rue. Alors qu'il mendiait dans les rues, Sana le remarque et décide de le ramener chez elle, un peu comme on ramène un chien chez soi (dans le manga, ils en possèdent trois). Misako décide de le garder chez elle pour le plaisir de sa fille, et en fait son manager. Sana décide d'en faire également son maque, après avoir lu ce mot dans un livre, bien qu'elle ne comprenne pas ce qu'il signifie, et son petit ami. Plus tard, Akito dit à Sana que Rei ne fait que jouer avec elle en disant sortir avec elle, et qu'il ne la voit pas plus que comme une petite fille qui veut jouer. Misako lui dit par-dessus qu'Akito a raison, et que Rei ne pourra jamais être son petit ami, ce qui laisse Sana traumatisée, confuse et très honteuse, et alors qu'elle s'enfuyait de chez elle, elle tombe sur Akito qui la console. Après cette « rupture » Rei reste son manager et son ami.
Il se remet peu après avec Asako Kurumi, son ex, et porte tout le temps des lunettes de soleil.
Asako Kurumi
Voix japonaise : Azusa Nakao
Asako est une actrice populaire, elle sortait avec Rei au lycée avant de le quitter pour se consacrer à sa carrière d'actrice. C'est en partie à cause d'elle si Rei s'est retrouvé à la rue, et elle s'en est voulue énormément après avoir appris qu'il était devenu SDF. Quand elle apprend qu'il est devenu le manager de Sana, elle cherche à se remettre avec lui, mais celui-ci refuse en disant appartenir à Sana à présent. Quand cette dernière réalise, avec l'aide d'Akito que Rei ne se considère pas comme son maque et encore moins comme son petit ami, elle lui en veut énormément et rompt avec lui, permettant ainsi à Rei et à Asako de se réunir.
Asako continue d'apparaître de temps en temps jusqu'à la fin de la série.
Aya Sugita
Voix japonaise : Akiko Kikuchi
Amie de Sana, c'est la petite amie de Tsuyoshi. Calme, réservée et très féminine, elle possède un bon sens de l'observation. Elle et Tsuyoshi sont réputés pour être un couple très « love-love ».